# Thomas Stevens
Pour les articles homonymes, voir Stevens.
Thomas Stevens, né le 24 décembre 1854 à Berkhamsted dans le Hertfordshire en Angleterre et mort le 24 janvier 1935 à Londres, est un aventurier et reporter de presse britannique. Il est le premier homme à avoir accompli un tour du monde à bicyclette.

## Biographie

### Jeunesse
Thomas Stevens naît le jour du réveillon de Noël de 1854 à Berkhamsted dans le Hertfordshire en Angleterre. Il est l'aîné d'une famille de six enfants. À l'âge de quatorze ans, il est propulsé chef de famille, son père ayant quitté sa terre natale pour fonder une exploitation agricole aux États-Unis d'Amérique. Cinq ans plus tard, les Stevens s'installent dans la ferme bâtie par le père et le fils, près de Kansas City dans le Missouri. Lassé des travaux fermiers, Thomas part explorer l'Ouest américain. Il devient mineur dans le Wyoming, puis reporter de presse. Au début des années 1880, il renoue avec l'esprit d'aventure découvert dans les livres de son enfance et envisage d'entreprendre un tour du monde à bicyclette, sur les traces de Phileas Fogg, le héros d'un roman de Jules Verne. Il s'achète un grand-bi et se prépare pour relever le défi,.

### Tour du monde à bicyclette

Tour du monde de Thomas Stevens

Parti d'Oakland en Californie le 22 avril 1884, Thomas Stevens parvient à Chicago le 4 juillet. Le 4 août, il atteint la ville de Boston sur la côte est des États-Unis, après avoir parcouru 3 700 miles (environ 5 955 km) en plus d'une centaine de jours,. Grâce à l'aide financière d'un fabricant de cycles, Albert Pope (en), il poursuit son entreprise, quittant le sol américain à bicyclette pour Yokohama, au Japon, comme correspondant pour le magazine Outing. Il entre dans la ville d'Istanbul, en Turquie, le 2 juillet 1885, après avoir traversé l'Angleterre, l'Allemagne, l'Autriche, la Hongrie et la Bulgarie. Son périple cycliste, long de 12 500 miles (environ 20 117 km), à travers treize pays et trois continents, se termine le 17 décembre 1886, dans la ville portuaire de Yokohama, sur la côte est de l'île d'Honshū, au bord de l'océan Pacifique,.

### Fin de carrière
De retour à San Francisco en janvier 1887, Thomas Stevens s'installe comme journaliste et associé du magazine Outing,. En 1890, pour le compte du New York World, propriété de Joseph Pulitzer, il retrouve, en Afrique de l'Est, l'explorateur britannique, porté disparu, Henry Morton Stanley. En 1895, il est de retour en Angleterre, où il fonde une famille et reprend la gérance d'un théâtre londonien. Thomas Stevens meurt à Londres, le 24 janvier 1935,.

## Ouvrages
- (en) Thomas Stevens, Around the world on a bicycle [« Autour du monde à bicyclette : de San Francisco à Téhéran »], vol. 1 : From San Francisco to Teheran, Londres, Sampson Low, Marston, Searle, & Rivington, 1887, 572 p. (OCLC 680273238, lire en ligne).
- (en) Thomas Stevens, Around the world on a bicycle [« Autour du monde à bicyclette : de Téhéran à Yokohama »], vol. 2 : From Teheran to Yokohama, Londres, Sampson Low, Marston, Searle, & Rivington, 1888, 500 p. (OCLC 680273238, lire en ligne).